# Paul Huldschinsky
Paul Huldschinsky est un architecte et un décorateur allemand d'origine juive né en 1889 et décédé le 1er février 1947.

## Biographie
Après son emprisonnement au camp de concentration de Sachsenhausen, Paul Huldschinsky fuit l'Allemagne nazie en 1939 et rejoint la Californie.
Il a travaillé pour le cinéma. Il est décorateur sur le film La Femme de l'autre (1947) de George Cukor et collaborateur artistique sur Hantise (1944) de George Cukor également.

## Filmographie
- 1944 : Hantise de George Cukor
- 1947 : La Femme de l'autre de George Cukor

## Sources
- (en) Cet article est partiellement ou en totalité issu de l’article de Wikipédia en anglais intitulé « Paul Huldschinsky » (voir la liste des auteurs).